# Asaroideae
Asaroideae es una subfamilia de plantas fanerógamas perteneciente a la familia Aristolochiaceae. 
Son hierbas no trepadoras. Crecimiento simpódico. Flores solitarias, terminales, hipóginas a epíginas, sin constricción (diafragma) separando el perianto del ovario. Perianto no caduco tras la antesis. Contiene dos géneros:

## Géneros
- Asarum L.
- Asiasarum F. Maek. =~ Asarum L.
- Geotaenium F. Maek. = Asarum L.
- Heterotropa C. Morren & Decne. =~ Asarum L.
- Hexastylis Raf. ~ Asarum L.
- Saruma Oliv.